# Rudolec
Rudolec (jusqu'en 1946 : Německý Rudolec ; en allemand : Deutsch Rudoletz) est une commune du district de Žďár nad Sázavou, dans la région de Vysočina, en République tchèque. Sa population s'élevait à 211 habitants en 2020.

## Géographie
Rudolec se trouve à 8 km à l'est-sud-est de Polná, à 12,5 km au sud-ouest de Žďár nad Sázavou, à 19,5 km au nord-est de Jihlava à 122 km au sud-est de Prague.
La commune est limitée par Újezd au nord, par Bohdalov à l'est et au sud, par Stáj au sud-ouest, et par Polná, Poděšín et Sirákov à l'ouest.

## Histoire
La première mention écrite de la localité date de 1343.

## Transports
Par la route, Rudolec se trouve à 8,5 km au nord de Polná, à 15 km de Žďár nad Sázavou, à 22,5 km de Jihlava et à 143 km de Prague.